# Analysis (revista)
Analysis es una revista académica de filosofía revisada por pares, establecida en 1933, que Oxford University Press publica trimestralmente en nombre de Analysis Trust. Antes de enero de 2009, la revista fue publicada por Blackwell Publishing. El acceso electrónico a esta revista está disponible a través de JSTOR (1933–2013), Wiley InterScience (1996–2008) y Oxford Journals (2009 – presente). La revista publica artículos breves y concisos en prácticamente cualquier campo de la tradición analítica. 

## Editores
- 1933–1948: Austin Duncan-Jones
- 1948–1956: Margaret MacDonald
- 1956–1965: Bernard Mayo
- 1965–1971: Peter Winch
- 1971–1976: CJF Williams
- 1976–1987: Christopher Kirwan
- 1987–1999: Peter Smith
- 2000–2016: Michael Clark
- 2016–presente Chris Daly y David Liggins

## Artículos destacados
Se han publicado varios trabajos pioneros en la revista. Algunos de los más reconocidos son: 
- Toulmin, Stephen (1948). "The Logical Status of Psycho-Analysis" ("El estado lógico del psicoanálisis"). 9 (2), pp.  23-29.
- Iglesia, Alonzo (1950). "On Carnap's Analysis of Statements of Assertion and Belief" ("Sobre el análisis de Carnap de declaraciones de afirmación y creencia"). 10 (5), pp. 97-99.
- Anderson, Alan Ross (1951). "A Note on Subjunctive and Counterfactual Conditionals" ("Una nota sobre condicionales subjuntivos y contrafactuales"). 12 (2), pp. 35-38.
- Nuel Belnap (1962). "Tonk, Plonk and Plink". 22 (6) pp. 130-134.
- Gettier, Edmund (1963). "Is Justified True Belief Knowledge?" ("¿Es el conocimiento justificado de la creencia verdadera?"). 23 (6), pp. 121-123.
- Lewis, David (1988). "Vague Identity: Evans Misunderstood" ("Identidad vaga: Evans incomprendido"). 48 (3), pp.   128-130.
- McKinsey, Michael (1991). "Anti-Individualism and Privileged Access" ("Anti-individualismo y acceso privilegiado"). 51 (1), pp. 9-16.
- Brueckner, Anthony (1992). "Anti-Individualism and Privileged Access" ("Lo que un anti-individualista sabe a priori"). 52 (2), págs. 111-118.
- Clark, Andy y Chalmers, David (1998). "The Extended Mind" ("La mente extendida"). 58 (1), págs. 7-19.
- Elga, Adam (2000). "Self-locating Belief and the Sleeping Beauty problem" ("Creencia de auto-localización y el problema de la bella durmiente"). 60 (266), pp. 143-147.
- Knobe, Joshua (2003). "Acción intencional y efectos secundarios en lenguaje ordinario" ("Intentional Action and Side Effects in Ordinary Language"). 63 (279), pp. 190-194.